# PDM (mina)
As minas PDM foram um tipo de minas anti-veículos de fabrico soviético que podiam ser colocadas em praias, rios, lagos e zonas costeiras de águas rasas.

## Especificações técnicas

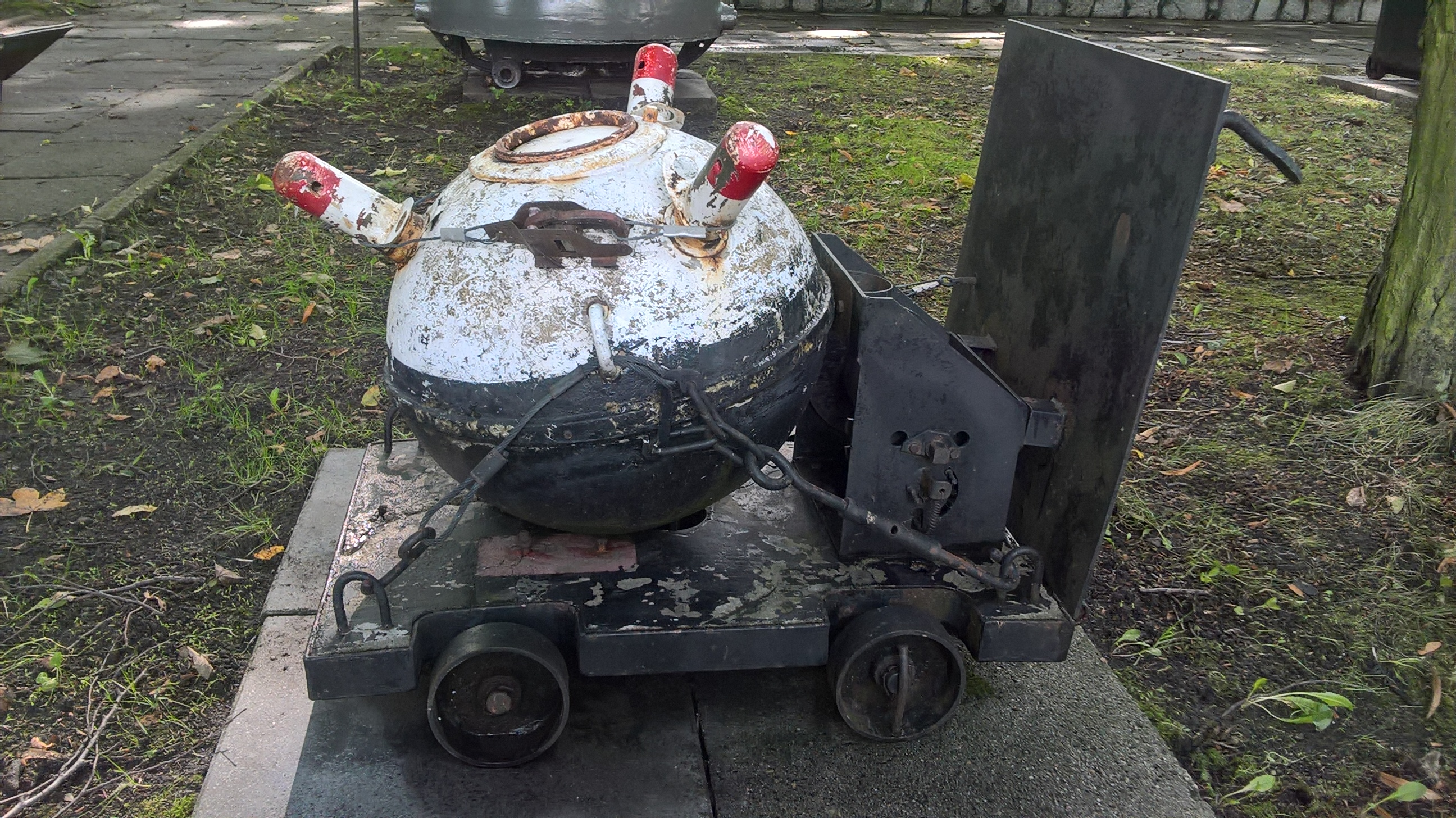
Mina PDM-3Ja

| Mina            | Diametro                       | Altura                                                              | Peso                             | Elemento explosivo     | Pressão necessária               |
| --------------- | ------------------------------ | ------------------------------------------------------------------- | -------------------------------- | ---------------------- | -------------------------------- |
| PDM-1M          |                                | 1 m                                                                 | 21 kg (mina) + 24 a 29 kg (base) | 10 kg de TNT           | 18 a 26 kg                       |
| PDM-1M Bulgária | 0.3 m (apróx.)                 | 800 mm (com detonador de contacto) 450 mm (com detonador magnético) | 15 kg (mina) 85 kg (mina e base) | 12 kg de TNT           | influência variável ou magnética |
| PDM-2           | 0.27 m                         | 1.1 ou 2.7 m                                                        | 100 kg ou 135 kg                 | 15 kg de TNT ou amatol | 40 a 50 kg                       |
| PDM-2M Bulgária | 490 mm (ogiva) 1.05 m (âncora) |                                                                     | 110 kg 28.5 kg (carga principal) | 16 kg de TNT           | influência variável ou magnética |
| PDM-6           | 0.5 m                          | 0.25 m                                                              | 47.5 kg (mina e base)            | 28 kg de TNT ou PETN   | variável                         |

## Ligações
- (em inglês) Descrição da PDM em Warfare
- (em inglês) Descrição da PDM-1M na página do Jane's Information Group.
- (em inglês) Descrição da PDM-2M na página do Jane's Information Group.